# Joseph Nascimbeni
Joseph Nascimbeni (Torri del Benaco, 22 mars 1851 - Brenzone, 22 janvier 1922) est un prêtre catholique italien, curé de Brenzone et  cofondateur des Petites Sœurs de la Sainte-Famille. Il est vénéré comme bienheureux par l'Église catholique depuis 1988. Il est commémoré le 22 janvier selon le Martyrologe romain.

## Biographie
Né le 22 mars 1851 à Torri del Benaco près de Vérone dans le royaume de Lombardie-Vénétie, aujourd'hui dans la province de Vérone en Italie du Nord, il devient prêtre en 1874.
Il fonde avec sainte Marie Dominique Mantovani, la congrégation des Petites Sœurs de la Sainte-Famille, au service de l’éducation et de la formation religieuse de la jeunesse rurale. Il termine sa vie comme curé d’une humble paroisse de Castelletto di Brenzone, en Vénétie, où il meurt le 22 janvier 1922.

## Béatification et canonisation
- Il a été proclamé vénérable le 17 février 1984.
- Le 17 avril 1988, il est déclaré bienheureux par le pape Jean-Paul II[2]. Sa fête liturgique est fixée le 22 janvier.

## Sources
- La Documentation catholique, 1988, p. 586.
- Bienheureux Joseph Nascimbeni, abbaye Saint-Benoît de Port-Valais